# Azzedine Azzouzi
Azzedine Azzouzi (in arabo عز الدين عزوزي ‎?; 20 settembre 1947) è un ex mezzofondista algerino.
Partecipò ai Giochi olimpici di Monaco di Baviera 1972 dove fu portabandiera per la rappresentativa algerina alla cerimonia di apertura.
Vinse inoltre una medaglia di bronzo ai Giochi del Mediterraneo sugli 800 metri.

## Palmarès
| Anno | Manifestazione          | Sede   | Evento    | Risultato | Prestazione | Note |
| ---- | ----------------------- | ------ | --------- | --------- | ----------- | ---- |
| 1971 | Giochi del Mediterraneo | Smirne | 800 metri | Bronzo    | 1'48"2      |      |